# 焼津高等学校

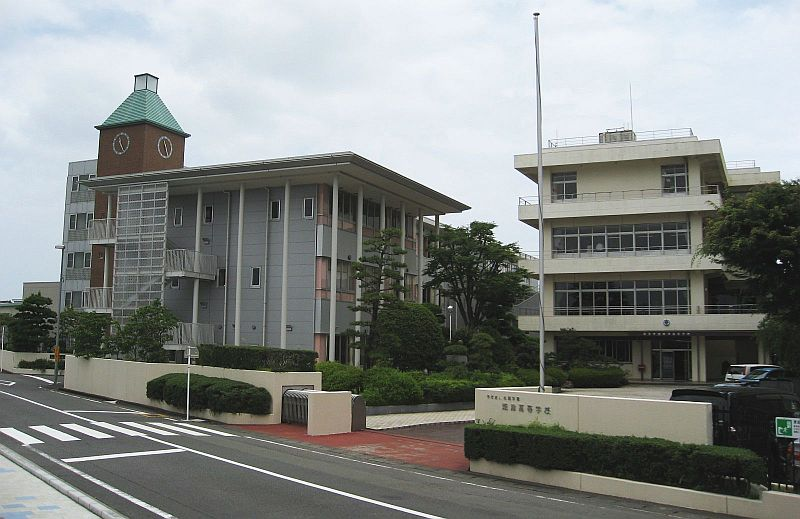
焼津高等学校の校門

焼津高等学校（やいづこうとうがっこう）は、静岡県焼津市中港一丁目にある私立高等学校。運営法人は学校法人松薫学園（しょうくんがくえん）。通称は「焼高」（やいこう）。
静岡県の私立高校では2番目に古いとされる。総合学科を有する私立高校は全国的に見て珍しいとされる。2020年度までは女子校だったが、2021年度にはみらい探求系列のみ男女共学化された。2023年度からはすべての系列で男子を受け入れ、完全共学となる。
主な卒業生に女優の山田由起子がいる。

## 設置学科
- 総合学科
  - みらい探究系列
  - 情報実務系列
  - 生活環境系列
  - 福祉介護系列

## 沿革
- 1902年（明治35年） - 松永いしによって松永裁縫教授所として開設。
- 1924年（大正13年）4月18日 - 静岡県焼津高等裁縫女学校として開校[1]。松永いしが校長に就任。
- 1944年（昭和19年）3月16日 - 焼津女子商業学校に改称[1]。
- 1948年（昭和23年）4月1日 - 焼津高等学校に改称[1]。
- 1952年（昭和27年） - 創立50周年[1]。
- 1961年（昭和36年）11月20日 - 鉄筋コンクリート造4階建ての本校舎落成[1]。
- 1964年（昭和39年） - 軟式庭球部が新潟国体で団体優勝。
- 1968年（昭和43年）2月29日 - 体育館兼講堂落成[1]。
- 1982年（昭和57年）4月30日 - 本館完成[1]。
- 2001年（平成13年）4月1日 - 総合学科を開設[1]。
- 2002年（平成14年） - 創立100周年[1]。
- 2007年（平成19年）4月17日 - 新校舎（北館）完成[1]。
- 2021年（令和3年）4月1日 - 進学特修系列をみらい探求系列に変更し、みらい探求系列のみ男女共学化[1][2]。
- 2023年（令和5年）4月1日 - 全系列男女共学化。

## 歴代校長
- 初代 - 松永いし（1924年～1944年）
- 第2代 - 松永勇（1944年～1969年）
- 第3代 - 熊谷孝（1966年～1972年）
- 第4代 - 松永安弘（1972年～2004年）
- 第5代 - 久保山隆敏（2004年～2015年）
- 第6代 - 石野直巳（2015年～2019年）
- 第7代 - 服部京子（2019年～2021年）
- 第8代 ‐ 野秋宜成 (2022年～)

出典は公式サイト

## アクセス
- JR東海道本線焼津駅から徒歩3分